# Seguer
Seguer es una localidad española del municipio de Pontils, perteneciente a la provincia de Tarragona, en la comunidad autónoma de Cataluña.

## Toponimia
El nombre del lugar puede encontrarse referido con las variantes Segué y Seguer.

## Historia
A mediados del siglo XIX el lugar tenía contabilizada una población de 35 habitantes. La localidad aparece descrita en el decimocuarto volumen del Diccionario geográfico-estadístico-histórico de España y sus posesiones de Ultramar de Pascual Madoz de la siguiente manera:

SEGUÉ: ald. que forma ayunt. con Sta. Perpetua en la prov., y dióc de Tarragona (6 1/2 leg.), part. jud de Montblanch (4), aud. terr., c. g. de Barcelona (14): sit. á la márg. izq. del r. Gayá, en una pendiente algo elevada; goza de buena ventilacion y clima sano. Tiene varias casas de pobre construcción, y un oratorio público dedicado á San Blas. El térm. confina N. Rocamora y San Magí; E. Querol; S. y O. Sta. Perpetua. El terreno es de mediana calidad; el citado r. fertiliza la parte de huerta. Los caminos son locales. prod.: centeno, cebada y legumbres; cria caza de conejos, perdices y liebres. pobl.: 8 vec. 35 alm. cap. prod.: 406,383. imp.: 14,810.
(Madoz, 1849, p. 149)

En la actualidad pertenece al municipio de Pontils. En 2022 tenía empadronados 50 habitantes.